# Hydrolutos chimantea
Hydrolutos chimantea är en insektsart som beskrevs av Issa och Jaffe 1999. Hydrolutos chimantea ingår i släktet Hydrolutos och familjen Anostostomatidae. Inga underarter finns listade i Catalogue of Life.